# Diego Milán
Diego Milán Jiménez (nascido em 10 de julho de 1985, em Almansa) é um ciclista profissional espanhol. Atualmente, compete para a equipe Differdange-Losch.